# Смолянка (верхний приток Десны)
Смолянка (укр. Смолянка) — левый приток реки Десна, протекающий в Черниговской области. Река была левым притоком реки Берёза, затем правым притоком реки Остёр.

## География
Длина — 45 км. Площадь бассейна — 311 км². Скорость течения — 0,1 м/с. Река является магистральным каналом и служит водоприёмником системы каналов. Канализированное русло реки шириной 12 м и глубиной 2,5 м в нижнем течении (западнее села Степановка). 
Исток находится на западе юго-западнее от села Заньки (Нежинский район), далее протекает через это село на восток, далее по территории Борзнянского района под небольшим углом к северу протекает через село Смоляж, потом протекает в 1 км севернее села Красносельское, далее через сёла Комаровка, Ильинцы, Берестовец, после чего сворачивает на северо-запад и течёт вплоть до впадения в Десну между сёлами Кладьковка (Куликовского района) и Воловица (Борзнянский район).
Согласно изданию «Чернігівщина: Енциклопедичний довідник» (1990 год), Смолянка была правым притоком реки Остёр (бассейн Десны), длиной 11 км и площадью бассейна 103 км²; протекала по Борзнянскому и Нежинскому районам, на реке расположены сёла Берестовец, Ильинцы, Комаровка.
Согласно изданию «Каталог річок України» (1957 год), Смолянка была левым притоком реки Берёза (бассейн Десны), длиной 40 км и площадью бассейна 311 км².